# 建昌路 (四川)
建昌路（けんしょうろ）は、中国にかつて存在した路。モンゴル帝国および大元ウルスの時代に現在の四川省西昌市一帯に設置された。
モンゴル帝国時代にはこの一帯はガインドゥと呼ばれており、ラシードゥッディーンの『集史』ではکند/kind、マルコ・ポーロの『東方見聞録』ではGainduと表記されている。漢文史料ではこの一帯の住民を「建都蛮（ガインドゥの蛮）」と呼称し、しばしば大元ウルスに叛乱を起こしたことを伝えている。

## 歴史
唐代の建昌府を前身とする。唐代以後は大理国の勢力下にあったが、土着の豪族の力が強く大理の統制はほとんど及んでいなかったとされる。13世紀半ば、モンゴル帝国第4代皇帝モンケの弟のクビライを総司令とする雲南・大理遠征が始まると、建昌の酋長の一人建蒂はモンゴル軍に降り、その婿の阿宗は建昌の守備を任せられた。
1272年（至元9年）正月には「建都蛮（ガインドゥの蛮）」が叛乱を起こし、西平王アウルクチ・南平王トゥクルク・四川行省のイェスデルら率いる討伐軍が派遣された。この叛乱ではタンジル、スゲ、バイダル、ヤガン・テギン、劉恩ら武将の活躍によって平定された。
1275年（至元12年）に入って初めてこの地方に建昌路が設置され、徳昌路・会川路・柏興府などとともに羅羅斯宣慰司の管轄下に置かれた。1284年（至元21年）にはかつてモンケ時代に投降した建蒂の娘の沙智が駅站（ジャムチ）の整備に功績を挙げたため、建昌路の総管に任じられている。
1382年（洪武15年）、明により建昌路は建昌府と改められた。1392年（洪武25年）、建昌府は廃止された。

## マルコ・ポーロによる記録
クビライの治世に大元ウルスを訪れたとされるマルコ・ポーロはチベット地方からカラジャン地方（大理一帯）の間に位置する「ガインドゥ地方」について『東方見聞録』の中で言及している。
また、マルコ・ポーロはガインドゥでは男が自らの妻・娘・姉妹が外国人と関係を持つことを容認する風習があること、ガインドゥで豊富に産出する塩を固めたものを貨幣がわりに利用していることなどを伝えている。

## 管轄州県
建昌路には2県（内1県が路の直轄）、9州が設置されていた。

### 1県
- 中県[13]

### 8州
- 建安州[14]
- 永寧州[15]
- 瀘州[16]
- 礼州…瀘沽県を管轄する[17]
- 里州[18]
- 闊州[19]
- 邛部州[20]
- 隆州[21]
- 姜州[22]